# Le Miasme et la Jonquille
 (mars 2021).
La mise en forme du texte ne suit pas les recommandations de Wikipédia : il faut le « wikifier ».
Les points d'amélioration suivants sont les cas les plus fréquents. Le détail des points à revoir est peut-être précisé sur la page de discussion.
- Les titres sont pré-formatés par le logiciel. Ils ne sont ni en capitales, ni en gras.
- Le texte ne doit pas être écrit en capitales (les noms de famille non plus), ni en gras, ni en italique, ni en « petit »…
- Le gras n'est utilisé que pour surligner le titre de l'article dans l'introduction, une seule fois.
- L'italique est rarement utilisé : mots en langue étrangère, titres d'œuvres, noms de bateaux, etc.
- Les citations ne sont pas en italique mais en corps de texte normal. Elles sont entourées par des guillemets français : « et ».
- Les listes à puces sont à éviter, des paragraphes rédigés étant largement préférés. Les tableaux sont à réserver à la présentation de données structurées (résultats, etc.).
- Les appels de note de bas de page (petits chiffres en exposant, introduits par l'outil «  Source ») sont à placer entre la fin de phrase et le point final[comme ça].
- Les liens internes (vers d'autres articles de Wikipédia) sont à choisir avec parcimonie. Créez des liens vers des articles approfondissant le sujet. Les termes génériques sans rapport avec le sujet sont à éviter, ainsi que les répétitions de liens vers un même terme.
- Les liens externes sont à placer uniquement dans une section « Liens externes », à la fin de l'article. Ces liens sont à choisir avec parcimonie suivant les règles définies. Si un lien sert de source à l'article, son insertion dans le texte est à faire par les notes de bas de page.
- La présentation des références doit suivre les conventions bibliographiques. Il est recommandé d'utiliser les modèles {{Ouvrage}}, {{Chapitre}}, {{Article}}, {{Lien web}} et/ou {{Bibliographie}}. Le mode d'édition visuel peut mettre en forme automatiquement les références.
- Insérer une infobox (cadre d'informations à droite) n'est pas obligatoire pour parachever la mise en page.

Pour une aide détaillée, merci de consulter Aide:Wikification.
Si vous pensez que ces points ont été résolus, vous pouvez retirer ce bandeau et améliorer la mise en forme d'un autre article.
Le Miasme et la jonquille : l'odorat et l’imaginaire social, XVIIIe – XIXe siècles est un ouvrage de l'historien Alain Corbin publié en 1982. L'auteur propose une histoire de la perception des odeurs du milieu du XVIIIe siècle à la fin du XIXe siècle et veut montrer une intolérance nouvelle et croissante envers des odeurs jugées désagréables.
Le livre s'insère dans un contexte historiographique qui voit l'émergence de l'histoire des sensibilités et en France, le livre de Corbin est considéré comme un ouvrage clef de ce courant.
Pascal Ory, dans L'Histoire culturelle, rapproche le travail de Corbin, déployé à partir du Miasme et de la Jonquille, du courant de la microhistoire (microstoria en italien) avec Giovanni Levi ou Carlo Ginzburg qui partagent la « même volonté d’affiner l’analyse d’une société par celle de ses imaginaires ».

## Genèse
Lors de ses recherches pour son ouvrage paru en 1978, Les Filles de noce. Misère sexuelle et prostitution au XIXe siècle, Alain Corbin a été impressionné par les références olfactives qualifiant la personne prostituée. Les Éditions du Seuil lui demandant, par la suite, de sélectionner des extraits de l'hygiéniste du XIXe siècle, Parent-Duchâtelet, il est également frappé de voir que l'auteur assimile l'étymologie, erronée, de « putain » à « la fille qui sent mauvais »[réf. nécessaire]. Cela recroise les travaux qu'il avait entrepris, et ajouté à cela, Corbin est amené à lire l'ouvrage de Huysmans, À rebours, où le personnage principal cherche à retrouver les parfums du passé[réf. souhaitée].
Ce fil logique de ses travaux, avec notamment la prostituée et cet imaginaire olfactif, l'a poussé à étudier ce qui est également vrai pour les autres types sociaux : les élites du XIXe siècle cherchaient à se désodoriser pour se distinguer du peuple, de se distinguer de cette « marée humaine », la gestion de l'odorat permet de se distinguer. Au XIXe siècle, la désignation péjorative s'accompagne très souvent en effet de références olfactives.

## L'ouvrage

### Les sources
Le point de départ du travail de Corbin repose sur l'étude des Mémoires de Jean-Noël Hallé, premier titulaire de la chaire d'hygiène publique de la faculté de médecine de Paris en 1794. Il veut combattre l'émanation de miasmes au niveau des berges de la Seine à Paris, issus selon lui des fosses d'aisance et des hôpitaux. Jusqu'aux découvertes de Louis Pasteur, l'air stagnant était suspecté de véhiculer les maladies.
Une partie de son travail a donc reposé sur l'étude des discours scientifiques sur la médecine et la chimie entre le XVIIIe et le XIXe siècle. À cela s'ajoute les études d'urbanismes (exhalaison des sols, lutte contre les « stagnations excrémentielles », nouveaux plans urbains et systèmes d'égouts).

### Contenu
L'auteur s'intéresse dans l'ouvrage à ce qu'il nomme la « révolution olfactive » et explique que l’odorat est un « construit social » qui s'est transformé au fil de l'histoire en Occident.
Alain Corbin montre comment les représentations des élites — et notamment des savants — ainsi que celles du peuple vont se répercuter sur les grands principes qui régissent l'urbanisme. Les rues du XVIIIe siècle sont en effet connues pour leur fétidité. L'eau suscite la méfiance ; les médecins l'associent à la notion de malsain. La puissance des odeurs corporelles est supposée témoigner de la vigueur des individus. Prisons, hôpitaux mais aussi tribunaux ou casernes incarnent alors l'insalubrité.
L'auteur explique que le « seuil de tolérance » aux odeurs va évoluer, notamment sous l'effet de l'émergence d'une nouvelle perception des odeurs très clivée socialement. C'est l'époque où naissent les premières théories hygiénistes qui visent à « purifier » les villes en permettant à l'eau et à l'air de mieux circuler et d'emporter avec eux détritus et miasmes. C'est également la période durant laquelle on cherche à dédensifier les villes en « dés-entassant » les hommes. On tente de « désodoriser » la sphère publique en se focalisant sur la puanteur supposée des plus pauvres de leurs habitants.
Au XIXe siècle, un tournant s'opère. On n'amalgame plus les mauvaises odeurs et le peuple. On considère au contraire que la salubrité urbaine est le produit de celle de la population dans sa globalité. La bourgeoisie crée de nouveaux codes, valorisant les parfums discrets. Une épidémie de choléra, en 1832, fait toutefois renaître l'idée selon laquelle les classes défavorisées seraient des vecteurs de maladies et de puanteur. Un mouvement d'inspection sanitaire et sociale est créé.
Le XXe siècle marque enfin l'entrée dans un relatif « silence olfactif » : c'est la discrétion voire l'absence totale d'odeur qui est à présent recherchée.

## Réception
Avec cet ouvrage, Alain Corbin s'est inscrit dans la continuité d'un courant historiographique ouvert en France par Lucien Febvre.
L'historien Dominique Kalifa a été influencé par les travaux de Corbin, avec notamment Le miasme et la Jonquille[réf. souhaitée].